# Kent Jordan
Kent Jordan (* 28. Oktober 1958 in New Orleans, Louisiana) ist ein amerikanischer Flötist des Modern Jazz.

## Leben
Jordan stammt aus einer musikalischen Familie – sein Vater ist der Jazz-Saxophonist und Musikpädagoge Kidd Jordan, sein Bruder der Trompeter Marlon Jordan – und lernte zunächst Trompete, bevor er sich der Konzertflöte zuwendete. Neben dem Sopraninstrument spielt er auch Alt- und Bassflöte. Beim Moers Festival 1982 war er erstmals, gemeinsam mit seinem Vater, in Europa zu hören. Jordan ist als Smooth-Jazz- bzw. Fusionmusiker etabliert und legte vier eigene Einspielungen mit „No Question About It“, „Night Air“, „Essence“ und „Out of this World“ (mit seiner Schwester Stephanie als Sängerin) vor. Er spielte aber auch auf Einspielungen von Bheki Mseleku, Wynton Marsalis, Elvin Jones, Kevin Eubanks, seinem Onkel Alvin Batiste oder seinem Bruder Marlon Jordan. Anfang der 1990er Jahre wurde der Flötist, der durch seinen strahlenden Ton und klassischen Ansatz auffällt, mehrfach in den Down-Beat-Polls als eines der Talente herausgestellt, die weitere Beachtung verdienten.

## Lexigraphische Einträge
- Martin Kunzler: Jazz-Lexikon. Band 1: A–L (= rororo-Sachbuch. Bd. 16512). 2. Auflage. Rowohlt, Reinbek bei Hamburg 2004, ISBN 3-499-16512-0.